# Луїза (округ, Айова)
Шаблон:StateAbbr_ 41°13′05″ пн. ш. 91°15′36″ зх. д. / 41.218055555556° пн. ш. 91.26° зх. д.
Округ  Луїза (англ. Louisa County) — округ (графство) у штаті  Айова, США. Ідентифікатор округу 19115.

## Історія
Округ утворений 1836 року.

## Демографія
За даними перепису 
2000 року 
загальне населення округу становило 12183 осіб, усе сільське.
Серед мешканців округу чоловіків було 6059, а жінок — 6124. В окрузі було 4519 домогосподарств, 3319 родин, які мешкали в 5133 будинках.
Середній розмір родини становив 3,11.
Віковий розподіл населення поданий у таблиці:
| Стать    | До 15 років | 15-21 | 22-29 | 30-39 | 40-49 | 50-65 | 65-85 | Понад 85 |
| -------- | ----------- | ----- | ----- | ----- | ----- | ----- | ----- | -------- |
| Чоловіки | 1435        | 596   | 537   | 952   | 899   | 914   | 646   | 80       |
| Жінки    | 1375        | 527   | 600   | 873   | 868   | 895   | 813   | 173      |

## Суміжні округи
- Маскетін — північ
- Рок-Айленд, Іллінойс — північний схід
- Мерсер, Іллінойс — схід
- Де-Мойн — південь
- Генрі — південний захід
- Вашингтон — захід
- Джонсон — північний захід

## Виноски
1. ↑  U.S. Decennial Census. United States Census Bureau. Архів оригіналу за 19 липня 2018. Процитовано 18 липня 2014.
2. ↑  Historical Census Browser. University of Virginia Library. Архів оригіналу за 11 серпня 2012. Процитовано 18 липня 2014.
3. ↑  Population of Counties by Decennial Census: 1900 to 1990. United States Census Bureau. Архів оригіналу за 22 квітня 2014. Процитовано 18 липня 2014.
4. ↑  Census 2000 PHC-T-4. Ranking Tables for Counties: 1990 and 2000 (PDF). United States Census Bureau. Архів оригіналу (PDF) за 18 грудня 2014. Процитовано 18 липня 2014.
5. ↑  State & County QuickFacts. United States Census Bureau. Архів оригіналу за 7 червня 2011. Процитовано 18 липня 2014.(англ.) Наведено за англійською вікіпедією.
6. ↑  American FactFinder. Бюро перепису населення США. Архів оригіналу за 26 лютого 2012. Процитовано 31 січня 2008.

| США | Це незавершена стаття з географії США. Ви можете допомогти проєкту, виправивши або дописавши її. |